# 第一次緬泰戦争
第一次緬泰戦争（だいいちじめんたいせんそう）は、1548年にタウングー王朝とアユタヤ王朝の間で起こった、最初の泰緬戦争（たいめんせんそう）である。 タイの歴史においても重要な戦争であり、アユタヤ王朝のシースリヨータイ妃が王の護衛で戦死した話が有名である。タイでは「スリヨータイ妃をなくしてしまった戦争」（タイ語: สงครามคราวเสียสมเด็จพระสุริโยไท）と呼ばれている。
開戦の引き金となったのは、アユタヤで起きたクーデターの後にタウングーが領土を東へ拡大することが決定され、また北テナセリムへのアユタヤ軍侵攻を阻止しようと試みられたことである。ビルマ史によると、1547年1月にアユタヤ軍がタボイを制圧し開戦されたとされている。同年、サウ・ラガン・エイン (Saw Lagun Ein) 大将率いるタウングー軍が北テナセリムを奪還。翌年、1548年8月にタウングー王朝タビンシュエーティー王と副官バインナウン率いるタウングー侵攻軍三個大隊が、アユタヤ王朝のスリー・パゴダ・パスを貫き侵攻するが、タウングー侵攻軍は難攻不落といわれる首都アユタヤを攻略するまでには至らなかった。タウングー侵攻軍は首都アユタヤを1か月間の包囲攻撃をしかけるが、アユタヤ軍がこの包囲網を突破し、タウングー侵攻軍はマータバンまで押し返された。そこで、タウングーは撤退の安全保障と引き換えに、捕虜にされていたラーメースワン王子と、マハータンマラーチャーティラート王子の返還をするように、アユタヤと交渉した。
この防衛戦の勝利はアユタヤ王朝の15年間の独立をもたらしたが、アユタヤ王朝とタウングー王朝との決着はまだついていない。